# عمر الدرته
عمر الدرته (انگلیسی: Omar Alderete؛ زادهٔ ۲۶ دسامبر ۱۹۹۶) بازیکن فوتبال اهل پاراگوئه است که در پست مدافع میانی برای باشگاه ختافه در لالیگای اسپانیا بازی می‌کند.
وی همچنین در تیم‌های ملی فوتبال زیر ۱۷ سال پاراگوئه، زیر ۲۰ سال پاراگوئه، زیر ۲۳ سال پاراگوئه، و پاراگوئه بازی کرده‌است.